# Richardson Hill
Der Richardson Hill ist ein eisfreier Hügel im ostantarktischen Viktorialand. An der Nordseite der Darwin Mountains ragt er 500 m über die Eismassen der Island Arena auf.
Teilnehmer der von 1962 bis 1963 dauernden Kampagne im Rahmen der neuseeländischen Victoria University’s Antarctic Expeditions kartierten und benannten ihn. Namensgeber ist der neuseeländische Zoologe Laurence R. Richardson, Dozent an der Victoria University of Wellington und aktiver Unterstützer der Antarktisexpeditionen der Universität.